# Gerald Fiebig
Gerald Fiebig (* 1973) ist ein deutscher Schriftsteller und Musiker.

## Leben und Werk
Gerald Fiebig studierte an der Universität Augsburg von 1993 bis 1999 Vergleichende Literaturwissenschaft bei Hans Vilmar Geppert, Französische Literaturwissenschaft bei Henning Krauß und Philosophie u. a. bei Severin Müller. Von 1995 bis 1996 studierte er während eines ERASMUS-Aufenthalts Postkoloniale Studien an der University of Sussex u. a. bei Minoli Salgado.
Gerald Fiebig machte zunächst als Lyriker auf sich aufmerksam und war daneben zehn Jahre von 1991 bis 2001 Redakteur der Literaturzeitschrift Zeitriss, die 1995 mit dem Kunstförderpreis der Stadt Augsburg in der Sparte Literatur ausgezeichnet wurde. Von 1999 bis etwa 2003 gab er das Musikfanzine gebrauchtemusik heraus, das heute als Online-Label fortgeführt wird. Fiebigs Gedichte wurden in zahlreichen Literaturzeitschriften und Sammelbänden (u. a. Der Große Conrady. Das Buch deutscher Gedichte. Von den Anfängen bis zur Gegenwart) veröffentlicht. 2004 erhielt er für sein dichterisches Schaffen den Kunstförderpreis der Stadt Augsburg in der Sparte Literatur, 2013 für seine Klanginstallationen in der Sparte Bildende Kunst.
Als Musiker ist Fiebig sowohl als Texter und Mitglied der Hausmusikgruppe „Jesus Jackson & die grenzlandreiter“ als auch in der experimentellen Klangkunstszene aktiv. Zusammen mit Mathias Huber realisierte er als Duo „die grenzlandreiter“ 2006 in München die partizipative Klangskulptur Akustisches Denkmal für Walter Klingenbeck im öffentlichen Raum, die an den vom NS-Regime ermordeten Widerstandskämpfer Walter Klingenbeck erinnerte. Seit Juli 2015 ist er Leiter des Kulturhauses Abraxas. Im Jahr 2020 wirkte er in der Jury für das Hörspiel des Monats mit. Fiebig arbeitet auch für das Label attenuation circuit, auf dem zahlreiche seiner Veröffentlichungen erschienen, und ist Mitglied von jetzt:musik! – Augsburger Gesellschaft für Neue Musik und der DEGEM (Deutsche Gesellschaft für Elektroakustische Musik).
Gerald Fiebig lebt in Augsburg und ist mit der Künstlerin Tine Klink verheiratet, mit der er auch das interdisziplinäre Duo KLONK bildet.

## Bücher
- motörhead klopstöck. Gedichte, parasitenpress, Köln 2020, ISBN 978-3-947676-61-3
- nach dem nachkrieg. Gedichte, parasitenpresse, Köln 2017, ohne ISBN
- der foltergarten. Gedichte 1994 - 2005, Stahl, Köln 2006, ISBN 978-3-937846-03-3
- geräuschpegel. Gedichte, Yedermann, Riemerling 2005, ISBN 978-3-935269-27-8
- zweistromland. Gedicht (zusammen mit Ibrahim Kaya), Edition Blackbox und Engstler, Bielefeld und Ostheim/Rhön 2004, ISBN 978-3-929375-62-6
- Soundtracks, Berlin, SuKuLTuR 2003, ISBN  	978-3-937737-17-1
- normalzeit. Gedichte, Skarabaeus, Innsbruck 2002, ISBN 978-3-7082-3113-6
- erinnerungen an die 90er jahre. Gedichte, Yedermann, Riemerling 2002, ISBN 978-3-935269-16-2
- rauschangriff. Gedichte und Remixes, Edition Minotaurus, Berlin 1998, ISBN 978-3-933438-01-0
- kriechstrom. Gedichte, Skarabaeus, Innsbruck 1996, ISBN 978-3-7066-2140-3
- stadt karten. Gedichte, Wider-Wort, Stadtbergen 1995,  	ISBN 978-3-931526-03-0

## Diskografie (Auswahl)
- Hurlements (mit David Wallraf), MC (2024)
- tripolar exercises (mit EMERGE und Al Margolis), CD (2023)
- Das Tote Kapital & Gerald Fiebig, CD (2021)
- fiction circuit (mit Artificial Memory Trace, EMERGE und PBK), LP (2019)
- Gasworks (mit EMERGE und Christian Z. Müller), CD (2019)
- Decolonoising the Mind, MC (2014)
- Split (mit If,Bwana), LP (2013)
- Phonographies, CD-R (2013)

## Radiostücke
- 14 Arten (den) Regen zu beschriften (mit Elisabeth Haselberger als Recorder Recorder, 2023)
- In 2 Rooms - A Tribute to Alvin Lucier (mit Elisabeth Haselberger als Recorder Recorder, 2021)
- Audio Letters (mit Janko Hanushevsky, 2021)
- Herbstblätter III (mit Michael Herbst, 2020)
- Passagen. Werk für Walter Benjamin (2020)
- New Enamel. Vom Karl-Marx-Hof zum Utopiaweg (2019)
- Man muss die Straße machen (mit Das Tote Kapital, 2019)
- Mayonaise live in Wuppertal (mit Thorsten Krämer, 2018)
- Akustisches Denkmal für Walter Klingenbeck (2018)
- Gestohlenes Band (retourniert) / Tape Stolen and Returned (2018)
- Utopia wohnt nebenan (mit Eri Kassnel, 2015)
- NUNC! Evolution des Augenblicks (mit Janko Hanushevsky, 2015)
- Echoes of Industry (mit Christian Z. Müller, 2015)
- Seychelles Radio (2015)
- Transatlantic Free Trade (2015)
- FI FA Fo Fum (2014)
- Sounds from a Room (2014)
- Chinese Whispers (mit EMERGE, 2014)
- Wien 12.02.1934 (2014)
- Cross Talk (2013)
- Moving Chambers. A Tribute to Alvin Lucier (2011)
- Ein beinahe greifbares Schweigen (2010)
- Die Außenseite der Musik (2009)
- Elektroakustisches Picknick (mit Gerhard Zander, 2009)
- Public Transport. Musique anecdotique in memoriam Luc Ferrari (2008)
- Das Geräusch von schmelzendem Eis (mit Gerhard Zander, 2007)
- grenzen los trommeln (mit Ibrahim Kaya, 2007)